# Dyrøybroen
Dyrøybroen (norsk: Dyrøybrua) er en frit frembyg-bro på fv 212 i Dyrøy kommune i Troms og Finnmark fylke i Norge. Den er 570 meter lang og krydser Dyrøysundet mellem Finnlandsneset på fastlandet og Ørnneset på Dyrøya. Broen blev åbnet 20. august 1994 og gav Dyrøya fastlandsforbindelse. Dyrøybrua afløste færgeforbindelsen mellem Brøstadbotn og Langhamn. Selve broen har to kørebaner, men tilkørselsvejene har kun en kørebane med mødepladser.